# Complejo de Atletismo Eliana Gaete Lazo

El Complejo de Atletismo Eliana Gaete Lazo es una instalación deportiva que forma parte del Complejo Deportivo San Carlos de Apoquindo ubicado en la comuna de Las Condes en la Región Metropolitana de Santiago (Chile). Su propietario es el Club Deportivo Universidad Católica y es sede de las actividades del equipo de atletismo del CDUC. 
Ha sido escenario de eventos de relevancia internacional como Americas Rugby Championship, Sudamérica Rugby Cup y Grand Prix Sudamericano Orlando Guaita. En 2009, el recinto fue renombrado Eliana Gaete Lazo, en honor a la doble medallista de oro en los Juegos Panamericanos, 1951 y 1955, y premio a la Mejor deportista de Chile 1960.

## Historia
En el Estadio Independencia, que contaba con una pista, se destinaron las primeras instalaciones del Atletismo UC.Tras su cierre, la rama se trasladó al Complejo Deportivo Santa Rosa de Las Condes. Con motivo del afianzamiento y crecimiento institucional, el atletismo UC emigró a la zona precordillerana de Santiago, en San Carlos de Apoquindo, con la inauguración de un Complejo propio para esa disciplina. En 1983, junto con la inauguración del Complejo de rugby y equitación, se dio inicio a la construcción de la pista atlética.
Entre las dependencias disponibles para el atletismo en San Carlos de Apoquindo, se cuenta una moderna pista denominada Eliana Gaete Lazo, que cumple con las más altas reglamentaciones para la práctica de la especialidad. En la pista atlética, punto principal del complejo, se han desarrollado ediciones del tradicional Grand Prix Sudamericano Orlando Guaita. Además, es sede del Campeonato Nacional Adulto de Atletismo, Meeting UC, Meeting Internacional Primavera en Santiago, y las New Balance Finals, uno de los eventos para atletas escolares más relevantes del continente, desde su primera edición en 2016, a excepción de los años 2020 y 2021, debido a la pandemia de COVID-19. Adicionalmente, el recinto también ha recibido el Guillermo García-Huidobro y el Mario Correa Letelier. En cuanto a otros deportes, la cancha principal del reducto fue sede del Americas Rugby Championship y la Sudamérica Rugby Cup.

## Remodelaciones
A inicios de 2024, la pista atlética fue cerrada para una eventual remodelación, la cual consistió en fortalecer los colores, añadir protecciones contra caídas y una mejor elasticidad para favorecer la velocidad de los deportistas. La pista se reinauguró en abril del mismo año durante el torneo Metropolitano Sub-20 que organizó el propio club.

## Instalaciones
Cuenta con diversas instalaciones; entre ellas una pista atlética, herramientas para el entrenamiento, secretaría de torneos, camarines, entre otros. El recinto posee iluminación artificial y, alrededor de la recta principal, una gradería.

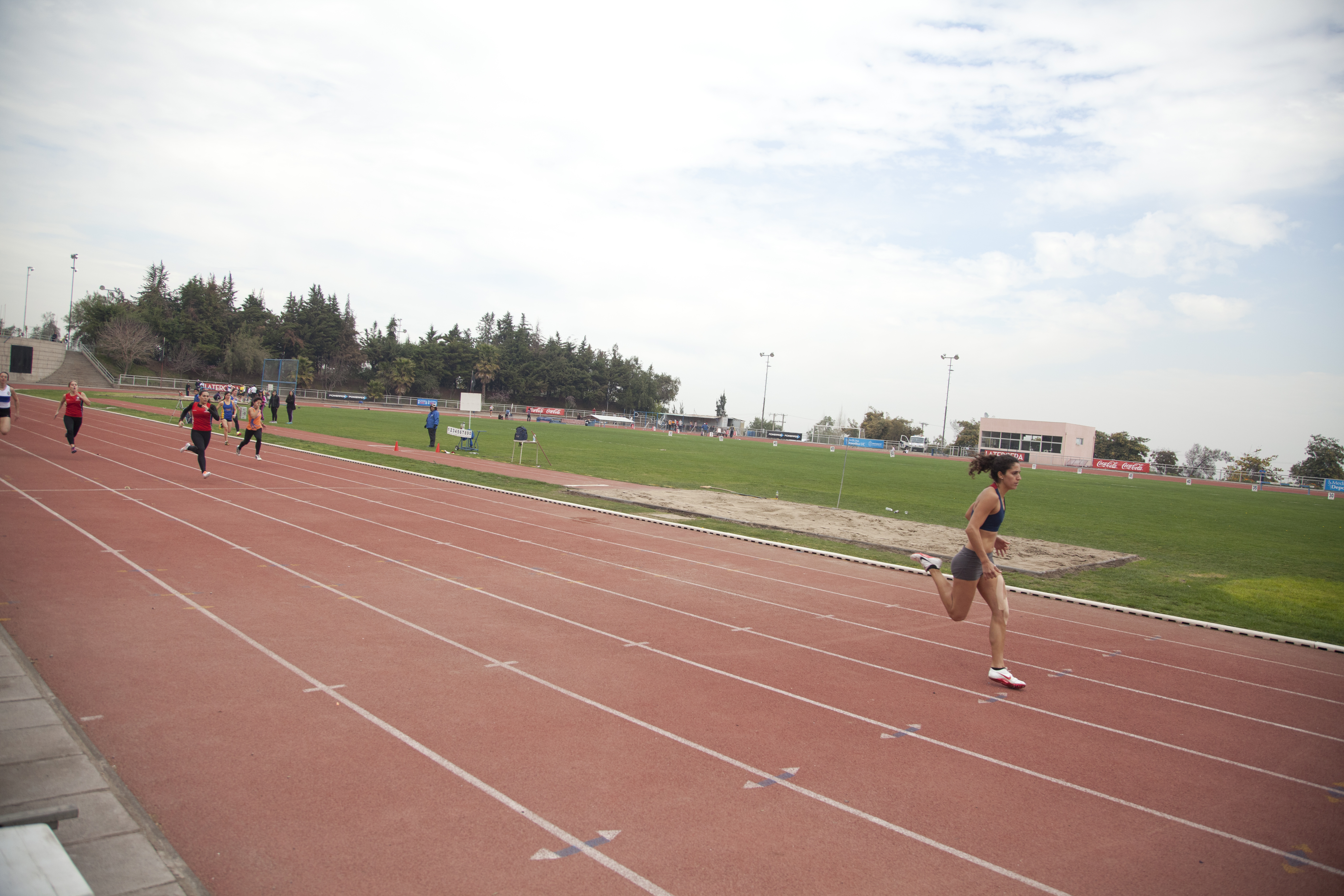
Pista Eliana Gaete Lazo.

El área de entrenamiento comprende:
- Área deportiva
  - Pista de rekortán.
  - Pista de polytan con 8 pistas.
  - Vallas, colchonetones, vallones.
  - Fosos de lanzamiento.
  - Salas de pesas
  - Camarines
- Área administrativa
  - Zona de utilería
  - 2 bodegas
  - Oficinas administrativas.